# TLC: Tables, Ladders & Chairs
TLC: Tables, Ladders & Chairs è stato un evento in pay-per-view di wrestling prodotto annualmente dalla WWE tra il 2009 e il 2020.
La particolarità del pay-per-view era quella di proporre come main-event esclusivamente match che prevedessero l'utilizzo legale di tavoli, scale e sedie.
Nel 2016 è stato un evento esclusivo del roster di SmackDown, mentre nel 2017 di Raw; nel 2018 è tornato ad essere accessibile per i wrestler di entrambi i roster.
Nel dicembre del 2021 si sarebbe dovuto svolgere TLC: Tables, Ladders & Chairs 2021 ma l'evento fu cancellato per lasciare spazio a Day 1 che si è svolto il 1º gennaio 2022 (due settimane dopo al giorno dell'evento).

## Edizioni
|  | Evento esclusivo del roster di Raw       |
|  | Evento esclusivo del roster di SmackDown |

| Edizione        | Data             | Città            | Sede                     | Main event                                                                                  |
| --------------- | ---------------- | ---------------- | ------------------------ | ------------------------------------------------------------------------------------------- |
| 2009 (Dettagli) | 13 dicembre 2009 | San Antonio      | AT&T Center              | Jeri-Show vs. D-Generation X (Shawn Michaels e Triple H)                                    |
| 2010 (Dettagli) | 19 dicembre 2010 | Houston          | Toyota Center            | John Cena vs. Wade Barrett                                                                  |
| 2011 (Dettagli) | 18 dicembre 2011 | Baltimore        | 1st Mariner Arena        | Alberto Del Rio vs. CM Punk vs. The Miz                                                     |
| 2012 (Dettagli) | 16 dicembre 2012 | Brooklyn         | Barclays Center          | Dolph Ziggler vs. John Cena                                                                 |
| 2013 (Dettagli) | 15 dicembre 2013 | Houston          | Toyota Center            | John Cena vs. Randy Orton                                                                   |
| 2014 (Dettagli) | 14 dicembre 2014 | Cleveland        | Quicken Loans Arena      | Bray Wyatt vs. Dean Ambrose                                                                 |
| 2015 (Dettagli) | 13 dicembre 2015 | Boston           | TD Garden                | Roman Reigns vs. Sheamus                                                                    |
| 2016 (Dettagli) | 4 dicembre 2016  | Dallas           | American Airlines Center | AJ Styles vs. Dean Ambrose                                                                  |
| 2017 (Dettagli) | 22 ottobre 2017  | Minneapolis      | Target Center            | Braun Strowman, The Miz, Kane, Cesaro e Sheamus vs. Dean Ambrose, Kurt Angle e Seth Rollins |
| 2018 (Dettagli) | 16 dicembre 2018 | San Jose         | SAP Center               | Asuka vs. Becky Lynch vs. Charlotte Flair                                                   |
| 2019 (Dettagli) | 15 dicembre 2019 | Minneapolis      | Target Center            | The Kabuki Warriors vs. Becky Lynch e Charlotte Flair                                       |
| 2020 (Dettagli) | 20 dicembre 2020 | Saint Petersburg | Tropicana Field          | Bray Wyatt vs. Randy Orton                                                                  |